# Arco de Washington Square
El Arco de Washington Square es un arco del triunfo de mármol construido en 1892 en Washington Square Park en el barrio de Greenwich Village de Lower Manhattan en la Ciudad de Nueva York. Conmemora el centenario de la toma de posesión de George Washington como Presidente de los Estados Unidos en 1789 y forma el final sur de la Quinta Avenida.

## Descripción
El Arco de Washington Square, construido de mármol blanco, fue modelado por Stanford White basado en el Arc de Triomphe de París. Tiene 23 metros de altura. La iconografía del arco se centra en imágenes de guerra y paz. En el friso hay 13 estrellas grandes y 42 estrellas pequeñas con letras "W". La enjuta tiene figuras de Victoria. La inscripción superior del arco reza:

"Let us raise a standard to which the wise and the honest can repair. The event is in the hand of God." (Alcemos un modelo al que puedan dirigirse los sabios y los honestos. El resultado está en manos de Dios).
Washington

## Historia
En 1889, un arco conmemorativo de yeso y madera fue levantado sobre la Quinta Avenida justo al norte de Washington Square Park por el hombre de negocios y filántropo William Rhinelander Stewart (1852-1929). Stewart recaudó $2,765 de sus amigos para financiar el trabajo. El arco provisional fue tan popular que tres años más tarde el arco de piedra permanente actual, diseñado por el arquitecto Stanford White, fue levantado.
Durante las excavaciones para la columna este fueron descubiertos restos humanos, un ataúd, y una lápida datada de 1803 a 3 metros bajo tierra. El Arco fue dedicado en 1895. En 1918, dos estatuas de Washington fueron añadidas al lado del norte.
Anteriormente, el Arco de Washington Square fue extensamente vandalizado con spray de Grafiti. Fue limpiado y restaurado en 1980.

## Galería

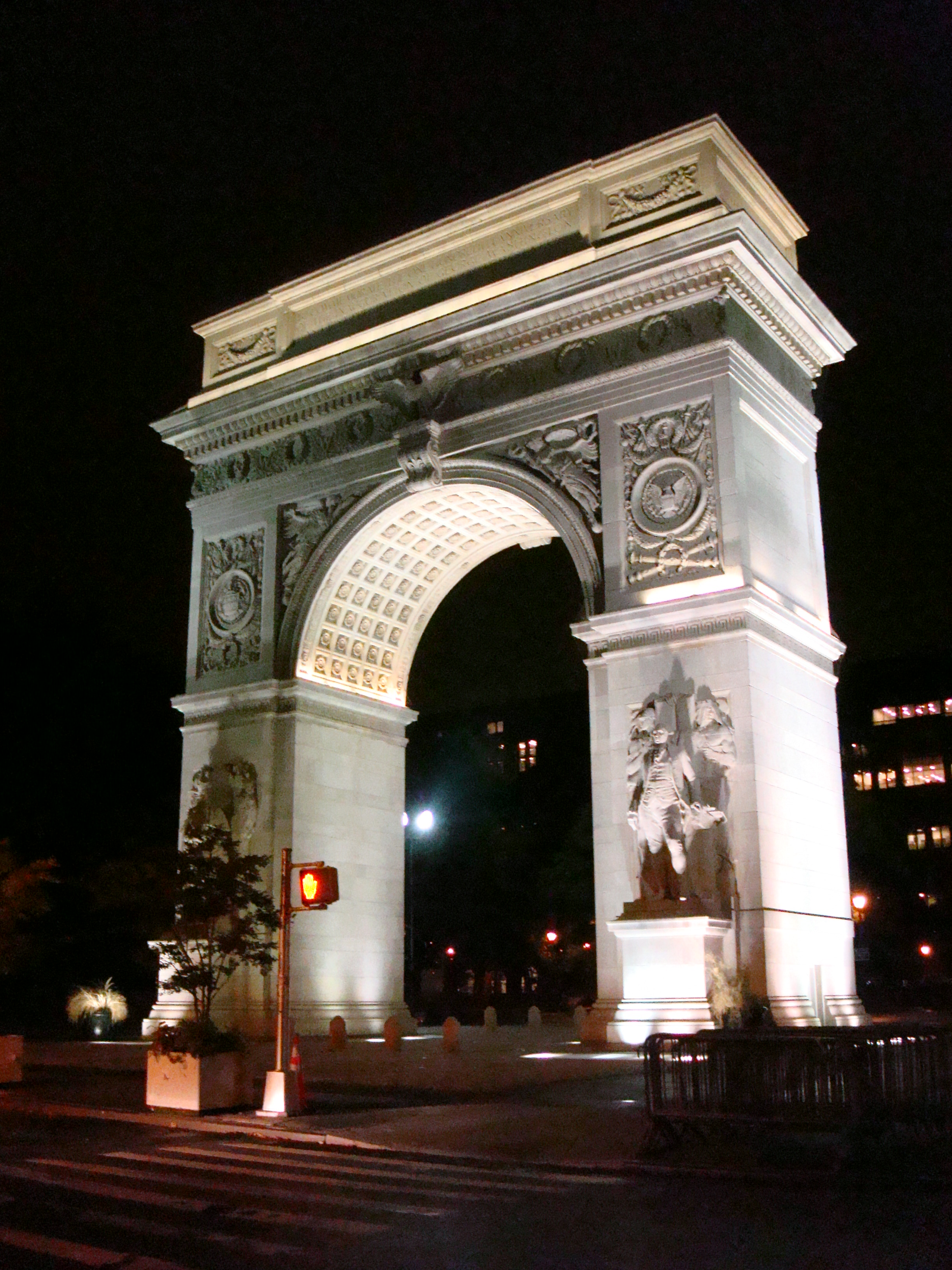
La cara norte
Cara sur por la noche
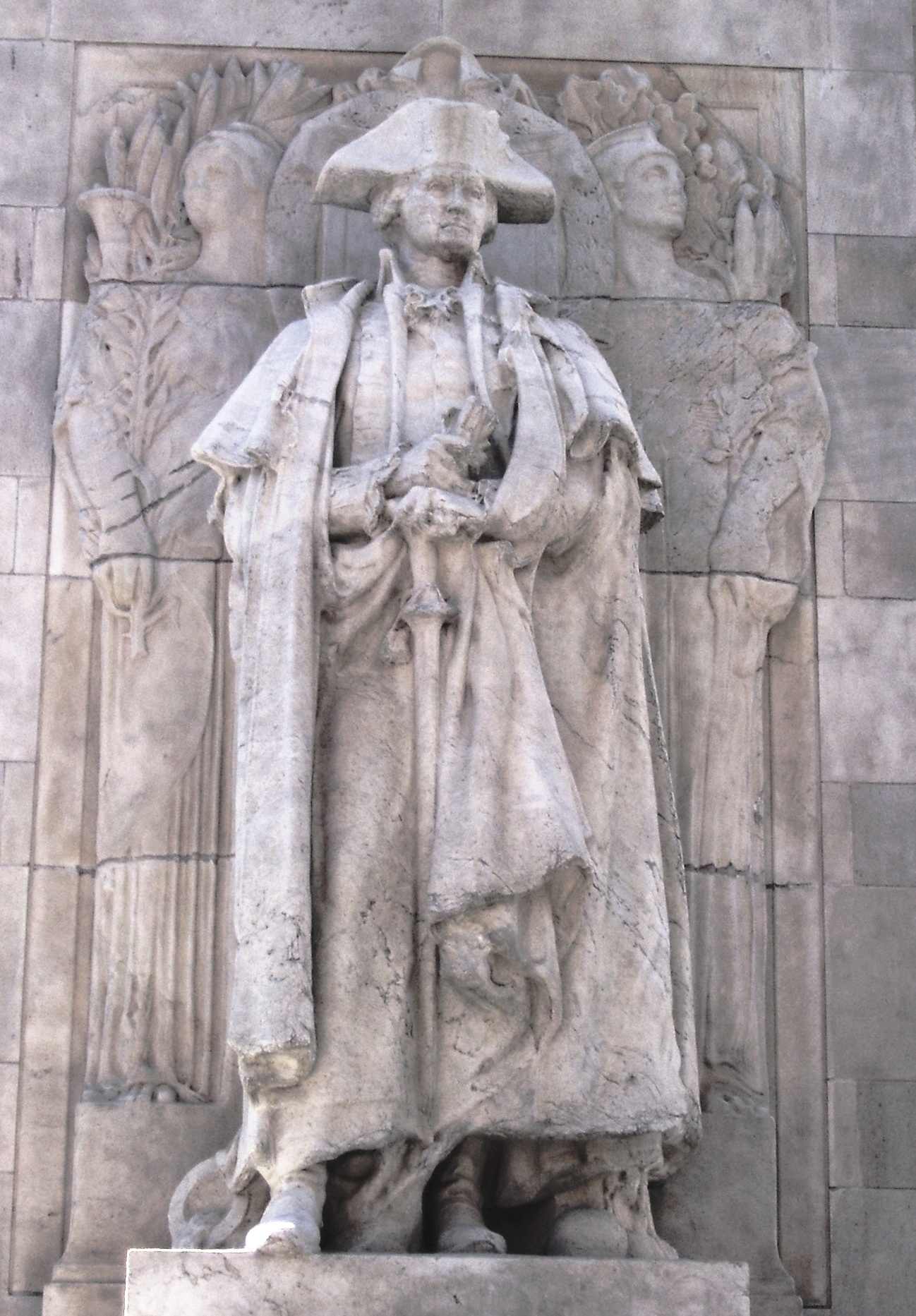
Washington at War
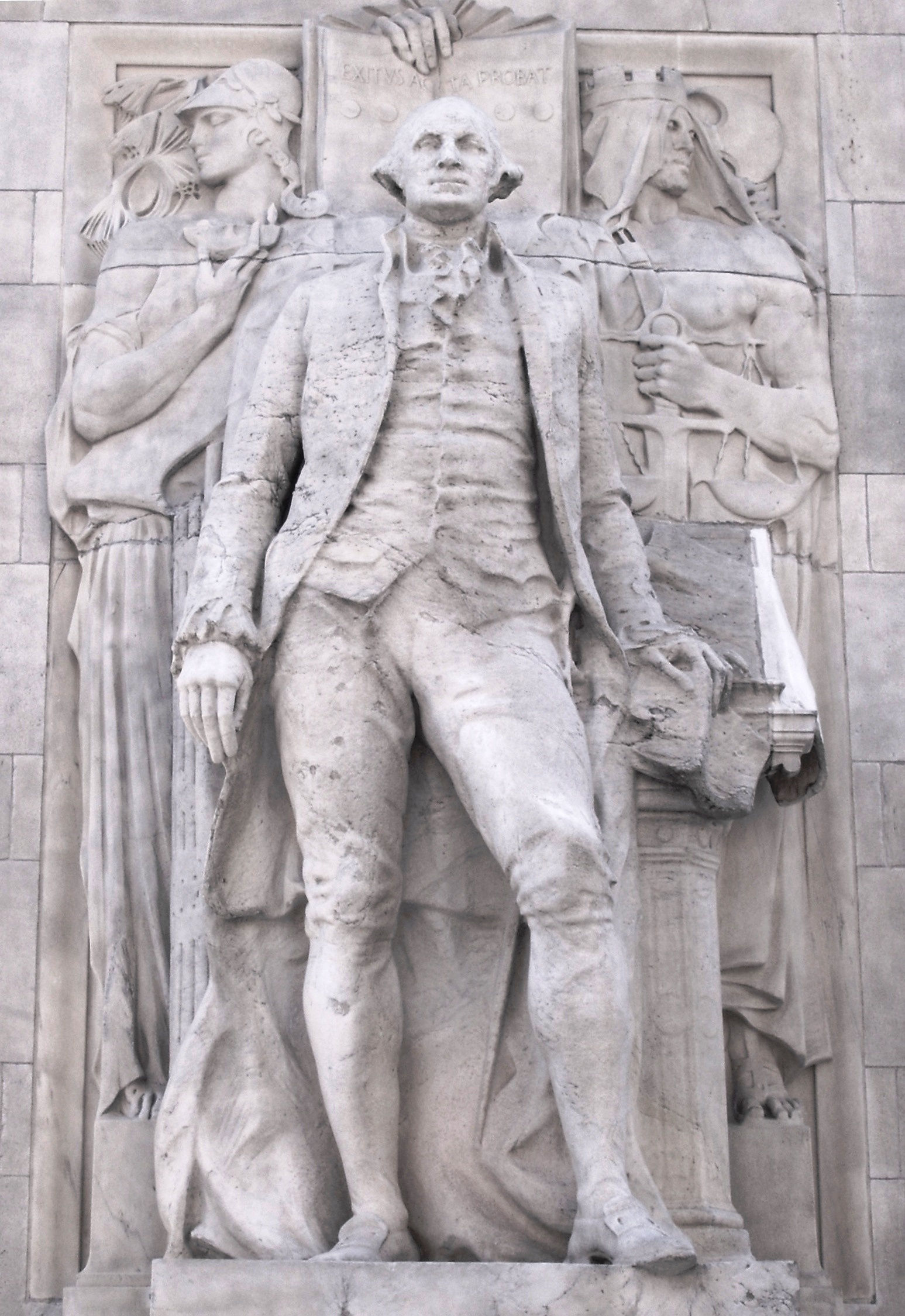
Washington at Peace